# 아프리카의 깃발 목록
이 문서는 아프리카의 국기들을 정리한 아프리카의 기목록이다.

## 국제기

아프리카 연합
유엔
올림픽기
아랍 연맹
남아프리카 개발 공동체
프랑코포니
이슬람 협력 기구
유럽 연합

## 북아프리카

모로코
리비아
수단
알제리
이집트
튀니지
사하라 아랍 민주 공화국

## 서아프리카

카보베르데
모리타니
말리
부르키나파소
니제르
감비아
세네갈
기니비사우
기니
시에라리온
라이베리아
코트디부아르
가나
토고
베냉
나이지리아
아자와드

## 중앙아프리카

카메룬
차드
중앙아프리카 공화국
상투메 프린시페
적도 기니
가봉
콩고 공화국
콩고 민주 공화국
앙골라

## 동아프리카

에리트레아
지부티
소말릴란드
소말리아
푼틀란드
남수단
에티오피아
우간다
케냐
르완다
부룬디
탄자니아
말라위
모잠비크

## 남아프리카

나미비아
보츠와나
짐바브웨
잠비아
남아프리카 공화국
레소토
에스와티니
세이셸
코모로
모리셔스
마다가스카르
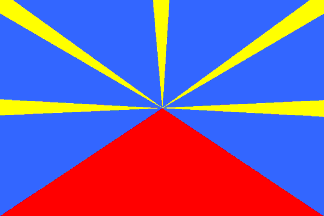
레위니옹

## 같이 보기
- 아프리카 연합의 기
- 범아프리카색